# Castilla y León en el mundo
Castilla y León en el mundo es un programa de televisión de España emitido por la cadena autonómica CYLTV de Castilla y León. En este programa un equipo de reporteros visitan diferentes países del mundo para conocer, de la mano de los castellano-leoneses que residen allí, diferentes lugares de esos países.

## Temporada 1: 2010
| Programa | País                        | Nombre del programa                                               | Fecha de emisión      | Share | Espectadores |
| -------- | --------------------------- | ----------------------------------------------------------------- | --------------------- | ----- | ------------ |
| 1x01     | Bandera de Estados Unidos   | Nueva York                                                        | 4 de enero de 2010    |       |              |
| 1x02     | Bandera de Grecia           | Atenas                                                            | 11 de enero de 2010   |       |              |
| 1x03     | Bandera del Reino Unido     | Londres                                                           | 18 de enero de 2010   |       |              |
| 1x04     | Bandera de Alemania         | Alemania                                                          | 25 de enero de 2010   |       |              |
| 1x05     | Bandera de Rumania          | Rumanía                                                           | 1 de febrero de 2010  |       |              |
| 1x06     | Bandera de Bélgica          | Bélgica                                                           | 8 de febrero de 2010  |       |              |
| 1x07     | Bandera de ?                | Resumen: Nueva York, Atenas, Londres, Alemania, Rumanía y Bélgica | 15 de febrero de 2010 |       |              |
| 1x08     | Bandera de Portugal         | Portugal                                                          | 22 de febrero de 2010 |       |              |
| 1x09     | Bandera de Francia          | París                                                             | 1 de marzo de 2010    |       |              |
| 1x10     | Bandera de Italia           | Italia                                                            | 8 de marzo de 2010    |       |              |
| 1x11     | Bandera de Camerún          | Camerún                                                           | 15 de marzo de 2010   |       |              |
| 1x12     | Bandera de ?                | Resumen: Portugal, París, Italia y Camerún                        | 15 de marzo de 2010   |       |              |
| 1x13     | Bandera de Irlanda          | Dublín                                                            | 30 de marzo de 2010   |       |              |
| 1x14     | Bandera de los Países Bajos | Ámsterdam                                                         | 5 de abril de 2010    |       |              |

## Temporada 2: 2010 - 2011
| Programa | País                                  | Nombre del programa                        | Fecha de emisión         | Share | Espectadores |
| -------- | ------------------------------------- | ------------------------------------------ | ------------------------ | ----- | ------------ |
| 2x01     | Bandera de Suiza                      | Suiza                                      | 5 de septiembre de 2010  |       |              |
| 2x02     | Bandera de Francia                    | Costa Azul                                 | 13 de septiembre de 2010 |       |              |
| 2x03     | Bandera de Noruega                    | Oslo                                       | 20 de septiembre de 2010 |       |              |
| 2x04     | Bandera de Alemania                   | Múnich                                     | 27 de septiembre de 2010 |       |              |
| 2x05     | Bandera de ?                          | Resumen: Suiza, Costa Azul, Oslo y Múnich  | 4 de octubre de 2010     |       |              |
| 2x06     | Bandera de Italia                     | Roma                                       | 11 de octubre de 2010    |       |              |
| 2x07     | Bandera de Suecia                     | Estocolmo                                  | 18 de octubre de 2010    |       |              |
| 2x08     | Bandera de Austria                    | Austria                                    | 25 de octubre de 2010    |       |              |
| 2x09     | Bandera de ?                          | Resumen: Roma, Estocolmo y Austria         | 1 de noviembre de 2010   |       |              |
| 2x10     | Bandera de Marruecos                  | Marruecos                                  | 8 de noviembre de 2010   |       |              |
| 2x11     | Bandera de Andorra                    | Andorra                                    | 15 de noviembre de 2010  |       |              |
| 2x12     | Bandera del Reino Unido               | Edimburgo                                  | 22 de noviembre de 2010  |       |              |
| 2x13     | Bandera de ?                          | Resumen: Marruecos, Andorra y Edimburgo    | 30 de noviembre de 2010  |       |              |
| 2x14     | Bandera de Hungría                    | Budapest                                   | 6 de diciembre de 2010   |       |              |
| 2x15     | Bandera de Polonia                    | Polonia                                    | 13 de diciembre de 2010  |       |              |
| 2x16     | Bandera de Dinamarca                  | Copenhague                                 | 20 de diciembre de 2010  |       |              |
| 2x17     | Bandera de Estados Unidos             | Miami                                      | 3 de enero de 2011       |       |              |
| 2x18     | Bandera de Argentina                  | Buenos Aires                               | 10 de enero de 2011      |       |              |
| 2x19     | Bandera de Estados Unidos             | Los Ángeles                                | 17 de enero de 2011      |       |              |
| 2x20     |                                       | Resumen: Miami, Buenos Aires y Los Ángeles | 24 de enero de 2011      |       |              |
| 2x21     | Bandera de Chile                      | Chile                                      | 31 de enero de 2011      |       |              |
| 2x22     | Bandera de Estados Unidos             | San Francisco                              | 7 de febrero de 2011     |       |              |
| 2x23     | Bandera de México                     | México                                     | 14 de febrero de 2011    |       |              |
| 2x24     | Bandera de la República Popular China | Pekín                                      | 28 de febrero de 2011    |       |              |
| 2x25     | Bandera de Japón                      | Tokio                                      | 7 de marzo de 2011       |       |              |
| 2x26     | Bandera de la República Popular China | Shanghái                                   | 21 de marzo de 2011      |       |              |
| 2x27     | Bandera de Hong Kong                  | Hong Kong                                  | 28 de marzo de 2011      |       |              |
| 2x28     | Bandera de Perú                       | Lima                                       | 11 de abril de 2011      |       |              |
| 2x29     | Bandera de Estados Unidos             | Washington                                 | 18 de abril de 2011      |       |              |
| 2x30     | Bandera de ?                          | Resumen: Lima y Washington                 | 25 de abril de 2011      |       |              |
| 2x31     | Bandera de Panamá                     | Panamá                                     | 2 de mayo de 2011        |       |              |
| 2x32     | Bandera de Estados Unidos             | Boston                                     | 9 de mayo de 2011        |       |              |
| 2x33     | Bandera de Canadá                     | Montreal                                   | 16 de mayo de 2011       |       |              |
| 2x34     | Bandera de Costa Rica                 | Costa Rica                                 | 1 de junio de 2011       |       |              |
| 2x35     | Bandera de Estados Unidos             | Chicago                                    | 8 de junio de 2011       |       |              |
| 2x36     | Bandera de Brasil                     | São Paulo                                  | 15 de junio de 2011      |       |              |

## Temporada 3: 2011 - 2012
| Programa | País                                  | Nombre del programa                            | Fecha de emisión         | Share | Espectadores |
| -------- | ------------------------------------- | ---------------------------------------------- | ------------------------ | ----- | ------------ |
| 3x01     | Bandera de Australia                  | Australia                                      | 12 de septiembre de 2011 |       |              |
| 3x02     | Bandera de Luxemburgo                 | Luxemburgo                                     | 19 de septiembre de 2011 |       |              |
| 3x03     | Bandera de Suiza                      | Romandía                                       | 26 de septiembre de 2011 |       |              |
| 3x04     | Bandera del Reino Unido               | Liverpool                                      | 3 de octubre de 2011     |       |              |
| 3x05     | Bandera de Guatemala                  | Guatemala                                      | 10 de octubre de 2011    |       |              |
| 3x06     | Bandera de Alemania                   | Norte de Alemania: Hamburgo, Bremen y Hannover | 17 de octubre de 2011    |       |              |
| 3x07     | Bandera de Emiratos Árabes Unidos     | Dubái                                          | 31 de octubre de 2011    |       |              |
| 3x08     | Bandera de Islandia                   | Islandia                                       | 14 de noviembre de 2011  |       |              |
| 3x09     | Bandera de República Checa            | Praga                                          | 22 de noviembre de 2011  |       |              |
| 3x10     | Bandera de ?                          | Resumen: Dubái, Islandia y Praga               | 28 de noviembre de 2011  |       |              |
| 3x11     | Bandera de Finlandia                  | Helsinki                                       | 5 de diciembre de 2011   |       |              |
| 3x12     | Bandera de Australia                  | Sídney                                         | 12 de diciembre de 2011  |       |              |
| 3x13     | Bandera de Estados Unidos             | Kentucky                                       | 19 de diciembre de 2011  |       |              |
| 3x14     | Bandera de Estados Unidos             | Houston                                        | 16 de enero de 2012      |       |              |
| 3x15     | Bandera de Ecuador                    | Guayaquil                                      | 23 de enero de 2012      |       |              |
| 3x16     | Bandera de Francia                    | Toulouse                                       | 30 de enero de 2012      |       |              |
| 3x17     | Bandera de Ecuador                    | Quito                                          | 20 de febrero de 2012    |       |              |
| 3x18     | Bandera del Reino Unido               | Bristol                                        | 27 de febrero de 2012    |       |              |
| 3x19     | Bandera del Reino Unido               | Belfast                                        | 6 de marzo de 2012       |       |              |
| 3x20     | Bandera de Malta                      | Malta                                          | 12 de marzo de 2012      |       |              |
| 3x21     | Bandera de Chipre                     | Chipre                                         | 3 de abril de 2012       |       |              |
| 3x22     | Bandera de Alemania                   | Frankfurt                                      | 16 de abril de 2012      |       |              |
| 3x23     | Bandera de Portugal                   | Lisboa                                         | 23 de abril de 2012      |       |              |
| 3x24     | Bandera de Francia                    | París                                          | 16 de mayo de 2012       |       |              |
| 3x25     | Bandera de Alemania                   | Stuttgart                                      | 25 de mayo de 2012       |       |              |
| 3x26     | Bandera de Italia                     | Roma                                           | 15 de junio de 2012      |       |              |
| 3x27     | Bandera de Estados Unidos             | Nueva York                                     | 25 de junio de 2012      |       |              |
| 3x28     | Bandera de la República Popular China | China                                          | 2 de julio de 2012       |       |              |
| 3x29     | Bandera de ?                          | Con la familia a cuestas                       | 9 de julio de 2012       |       |              |

## Temporada 4: 2012 - 2013
| Programa | País                                                  | Nombre del programa                           | Fecha de emisión        | Share | Espectadores |
| -------- | ----------------------------------------------------- | --------------------------------------------- | ----------------------- | ----- | ------------ |
| 4x01     | Bandera de ?                                          | Resumen: Roma, Luxemburgo, Andorra, Hong Kong | 15 de octubre de 2012   |       |              |
| 4x02     | Bandera de ?                                          | La vuelta al mundo en 90 minutos              | 22 de octubre de 2012   |       |              |
| 4x03     | Bandera de la República Dominicana · Bandera de Haití | República Dominicana y Haití                  | 5 de noviembre de 2012  |       |              |
| 4x04     | Bandera de Bélgica                                    | Bruselas                                      | 12 de noviembre de 2012 |       |              |
| 4x05     | Bandera de Estados Unidos                             | Nueva York                                    | 19 de noviembre de 2012 |       |              |
| 4x06     | Bandera de los Países Bajos                           | Holanda                                       | 3 de diciembre de 2012  |       |              |
| 4x07     | Bandera de la República Dominicana                    | República Dominicana                          | 10 de diciembre de 2012 |       |              |
| 4x08     | Bandera de Letonia                                    | Letonia                                       | 17 de diciembre de 2012 |       |              |
| 4x09     | Bandera de Bélgica                                    | Bélgica                                       | 14 de enero de 2013     |       |              |
| 4x10     | Bandera de Rusia                                      | Moscú                                         | 14 de enero de 2013     |       |              |
| 4x11     | Bandera de Portugal                                   | Oporto                                        | 28 de enero de 2013     |       |              |
| 4x12     | Bandera de ?                                          | Resumen: Bélgica, Moscú y Oporto              | 5 de febrero de 2012    |       |              |
| 4x13     | Bandera de Estados Unidos                             | Miami                                         | 11 de febrero de 2013   |       |              |
| 4x14     | Bandera de la República Popular China                 | Shanghái                                      | 18 de febrero de 2013   |       |              |